# Josefin Glenmark
Anja Josefin Glenmark Breman, född 27 augusti 1974 i Danderyd, är en svensk sångerska och låtskrivare. Hon är dotter till Bruno Glenmark och Ann-Louise Hanson. Grammisnominerad för Årets Låt, Ain't No Saint, 2016. 
I juli 2008 kom Josefin Glenmarks första singel, My Sweetness, som var aktuell på Svensktoppen. I januari 2011 kom första skivan "Better days". Hon har även medverkat i olika TV-program som Musikmaskinen, Singing Bee  och Så ska det låta.
Hon är låtskrivaren till Peg Parneviks singlar, Ain't No Saint, We Are ( Ziggy and Carola ), Sthlm Nights, New York ( handles heartbreak better ) tillsammans med Peg Parnevik och Erik Lewander. Hon har även varit med och skrivit låten "Cheshire" av k-pop-gruppen Itzy. Glenmark är signad till The Kennel som låtskrivare, sedan 2016.
Vid presentationen av 2019 års deltagare i melodifestivalen framkom att Glenmark var en av låtskrivarna till bidraget som framfördes av hennes mamma.